# Nick Leddy
Nick Leddy (ur. 20 marca 1991 w Eden Prairie) – amerykański zawodowy hokeista na lodzie występujący na pozycji obrońcy w New York Islanders z National Hockey League (NHL). Wybrany przez drużynę Minnesota Wild z numerem 16. w pierwszej rundzie NHL Entry Draft 2009. 12 lutego 2010 roku przeniósł się do drużyny Chicago Blackhawks, z którą w 2013 roku sięgnął po Puchar Stanleya. 4 października 2014 został oddany do New York Islanders w zamian za Ville Pokkę, T. J. Brennana i Andersa Nilssona. W lutym 2015 roku uzgodnił z zespołem z Nowego Jorku warunki 7-letniego kontraktu, który gwarantuje mu w tym czasie 38,5 mln USD.

## Statystyki

### Sezon zasadniczy i play-off
| 2006–07     | Eden Prairie Eagles            | MNHS        | 28  | 2  | 16  | 18  | 10 | —  | — | —  | —  | —  |
| 2007–08     | Eden Prairie Eagles            | MNHS        | 27  | 6  | 22  | 28  | 14 | —  | — | —  | —  | —  |
| 2007–08     | U.S. National Development Team | USDP        | 4   | 0  | 2   | 2   | 2  | —  | — | —  | —  | —  |
| 2008–09     | Eden Prairie Eagles            | MNHS        | 31  | 12 | 33  | 45  | 26 | —  | — | —  | —  | —  |
| 2009–10     | University of Minnesota        | WCHA        | 30  | 3  | 8   | 11  | 4  | —  | — | —  | —  | —  |
| 2010–11     | Chicago Blackhawks             | NHL         | 46  | 4  | 3   | 7   | 4  | 7  | 0 | 0  | 0  | 0  |
| 2010–11     | Rockford IceHogs               | AHL         | 22  | 2  | 8   | 10  | 2  | —  | — | —  | —  | —  |
| 2011–12     | Chicago Blackhawks             | NHL         | 82  | 3  | 34  | 37  | 10 | 6  | 1 | 2  | 3  | 0  |
| 2012–13     | Rockford IceHogs               | AHL         | 31  | 3  | 13  | 16  | 12 | —  | — | —  | —  | —  |
| 2012–13     | Chicago Blackhawks             | NHL         | 48  | 6  | 12  | 18  | 10 | 23 | 0 | 2  | 2  | 4  |
| 2013–14     | Chicago Blackhawks             | NHL         | 82  | 7  | 24  | 31  | 10 | 18 | 1 | 4  | 5  | 6  |
| 2014–15     | New York Islanders             | NHL         | 78  | 10 | 27  | 37  | 14 | 7  | 0 | 5  | 5  | 0  |
| 2015–16     | New York Islanders             | NHL         | 81  | 5  | 35  | 40  | 25 | 11 | 1 | 3  | 4  | 0  |
| NHL łącznie | NHL łącznie                    | NHL łącznie | 417 | 35 | 135 | 170 | 73 | 72 | 3 | 16 | 19 | 10 |

### Międzynarodowe
| Rok              | Drużyna           | Turniej          | Wynik            | M | G | A | Pkt | Min |
| ---------------- | ----------------- | ---------------- | ---------------- | - | - | - | --- | --- |
| 2011             | Stany Zjednoczone | MŚJ              | 1st              | 6 | 0 | 3 | 3   | 0   |
| Juniorskie razem | Juniorskie razem  | Juniorskie razem | Juniorskie razem | 6 | 0 | 3 | 3   | 0   |